# Jennifer Miller
Pour les articles homonymes, voir Miller.
 (avril 2012).
Si vous disposez d'ouvrages ou d'articles de référence ou si vous connaissez des sites web de qualité traitant du thème abordé ici, merci de compléter l'article en donnant les références utiles à sa vérifiabilité et en les liant à la section « Notes et références ».
Jennifer Miller (née en 1961) est une artiste de cirque américaine, écrivain et professeur au Pratt Institute à Brooklyn, New York. Femme à barbe, jongleuse et mangeuse de feu, elle vit à New York.

## Biographie
Elle est la plus jeune fille de deux professeurs juifs devenus quakers et a grandi au Connecticut et en Californie. Elle est entrée dans les arts de la scène et le théâtre alors qu'elle était au lycée, et a commencé à travailler dans le centre-ville de New York sur des scènes de danse au début des années 1980. Au cours de sa carrière comme artiste, qui a duré plus de 20 ans, elle a joué avec de nombreux chorégraphes et danseurs, dans plusieurs compagnies de cirque, et dans le Coney Island SideShow.
En 1989, elle a fondé le NYC political performance troupe Circus Amok qui a eu un grand succès et qu'elle a dirigé depuis ce moment. Elle a également été au centre du Tami Gold's documentary Juggling Gender et le Circus Amok a fait l'objet de nombreux films documentaires. Largement reconnue pour son travail elle a reçu des prix, dont l'Obie, le Bessie, le BAX 10, et l'Ethyl Eichelberger Award. À l'heure actuelle, elle enseigne à New York, au Pratt Institute, et a enseigné dans plusieurs universités dont l'Université de Californie, le California Institute of the Arts, le Scripps College, et l'Université de New York.

## Sources
- (en) Cet article est partiellement ou en totalité issu de l’article de Wikipédia en anglais intitulé « Jennifer Miller » (voir la liste des auteurs).